# Шимпанзе
Шимпанзе́ (Pan) — рід родини гомінідів ряду приматів.
До нього відносяться два сучасних види: шимпанзе звичайний (Pan troglodytes) і шимпанзе карликовий (Pan paniscus), також відомий під назвою бонобо. Останній є генетично найближчою до людей твариною.
Більш відомий шимпанзе звичайний поширений головним чином в західній і центральній Африці. Бонобо зустрічається у лісах Демократичної Республіки Конго. Річка Конго є межею між двома видами. Зараз обидва види знаходяться під загрозою вимирання.

## Тривалість життя
Шимпанзе у дикій природі живуть приблизно до 30 років. Дослідження тривалості життя шимпанзе більше вивчено при їх перебуванні в неволі. Найстарішим шимпанзе в історії була Little Mama, якій, як вважають вчені, було близько 70 років, коли вона померла в сафарі-парку Флориди (США) у 2017 році.
Шимпанзе Коко, яка народилася в зоопарку Дадлі в Вест-Мідлендсі (Велика Британія) в 1973 році, а з 2006 року мешкала в зоопарку Віпснейд поблизу містечка Данстейбла, графство Бедфордшир (Велика Британія) у квітні 2023 року досягла віку 50 років в зоопарку Твайкросс в Лестерширі.

## Інтелект
Хоча шимпанзе не можуть говорити через будову голосового апарату, але вони здатні спілкуватися руками мовою глухонімих людей (жестовою мовою). Вони здатні вживати слова в переносному сенсі, можуть створювати нові поняття, комбінуючи відомі слова, наприклад: «запальничка» — «пляшка-сірник», мають почуття гумору. Першого шимпанзе навчили говорити жестовою мовою в 1967 році, а до 1972 року вже з десяток шимпанзе були навчені жестової мови. Також були придумані інші мови для спілкування з шимпанзе, такі як мова символів і мова лексиграм. Самця Канзі вдалося навчити розуміти на слух близько 3000 англійських слів і активно вживати більш ніж 500 слів за допомогою клавіатури з лексиграм. Описаний випадок, коли навчена мови знаків самка бонобо сама навчила цього своє дитинча.

## Відомі шимпанзе
- Конго — шимпанзе-художник і живописець.
- Канзі — карликовий шимпанзе, частина проєкту з навчання мавп мови.
- Уошо — перша не-людина, що навчилася спілкуватися (адаптованою формою) американської жестової мови.
- Хем і Енос — перша та друга людиноподібні мавпи запущені в космос.
- Баблз — домашній шимпанзе Майкла Джексона.